# レクリエーショナル・イクイップメント

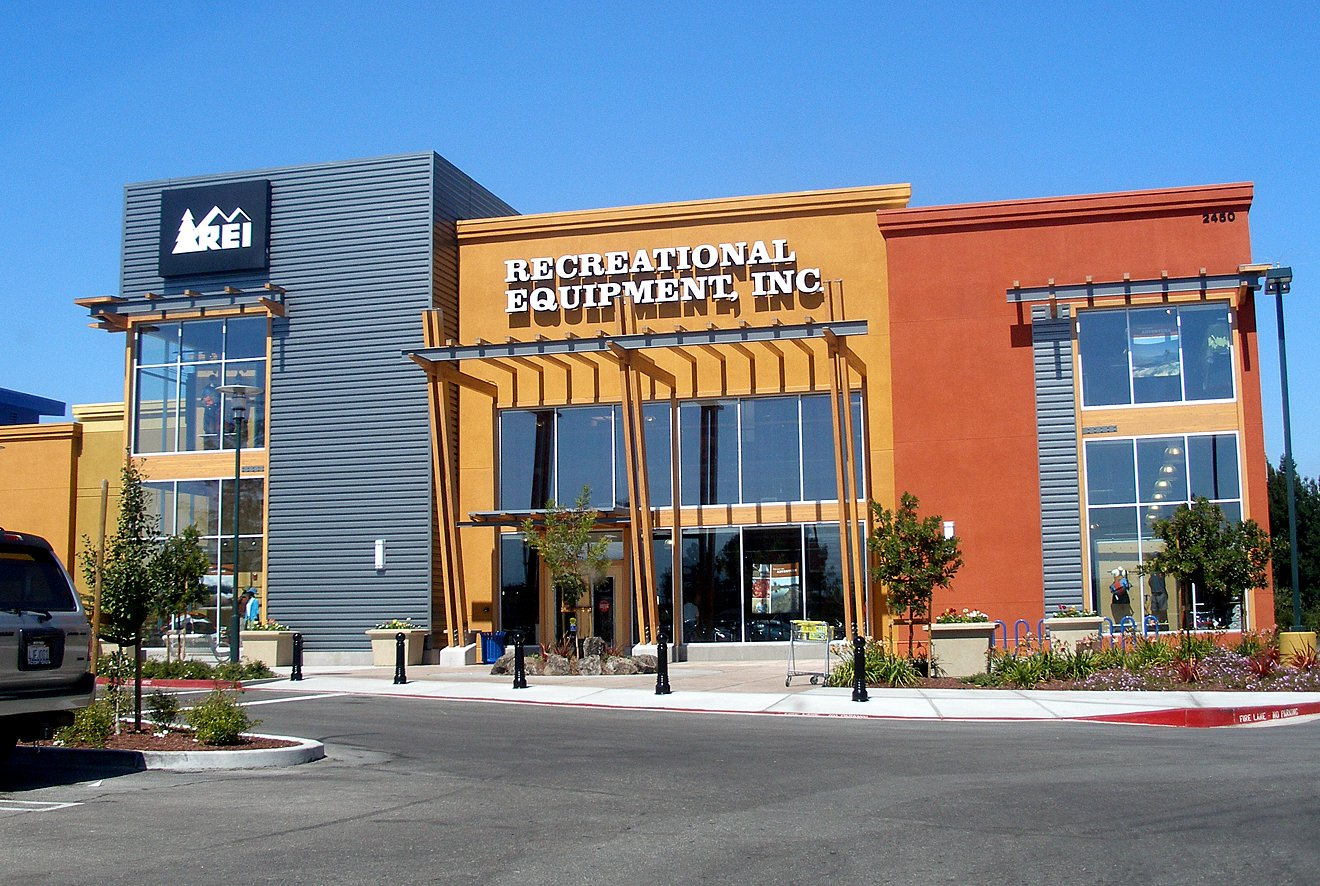
カリフォルニア州マウンテンビューの店舗。

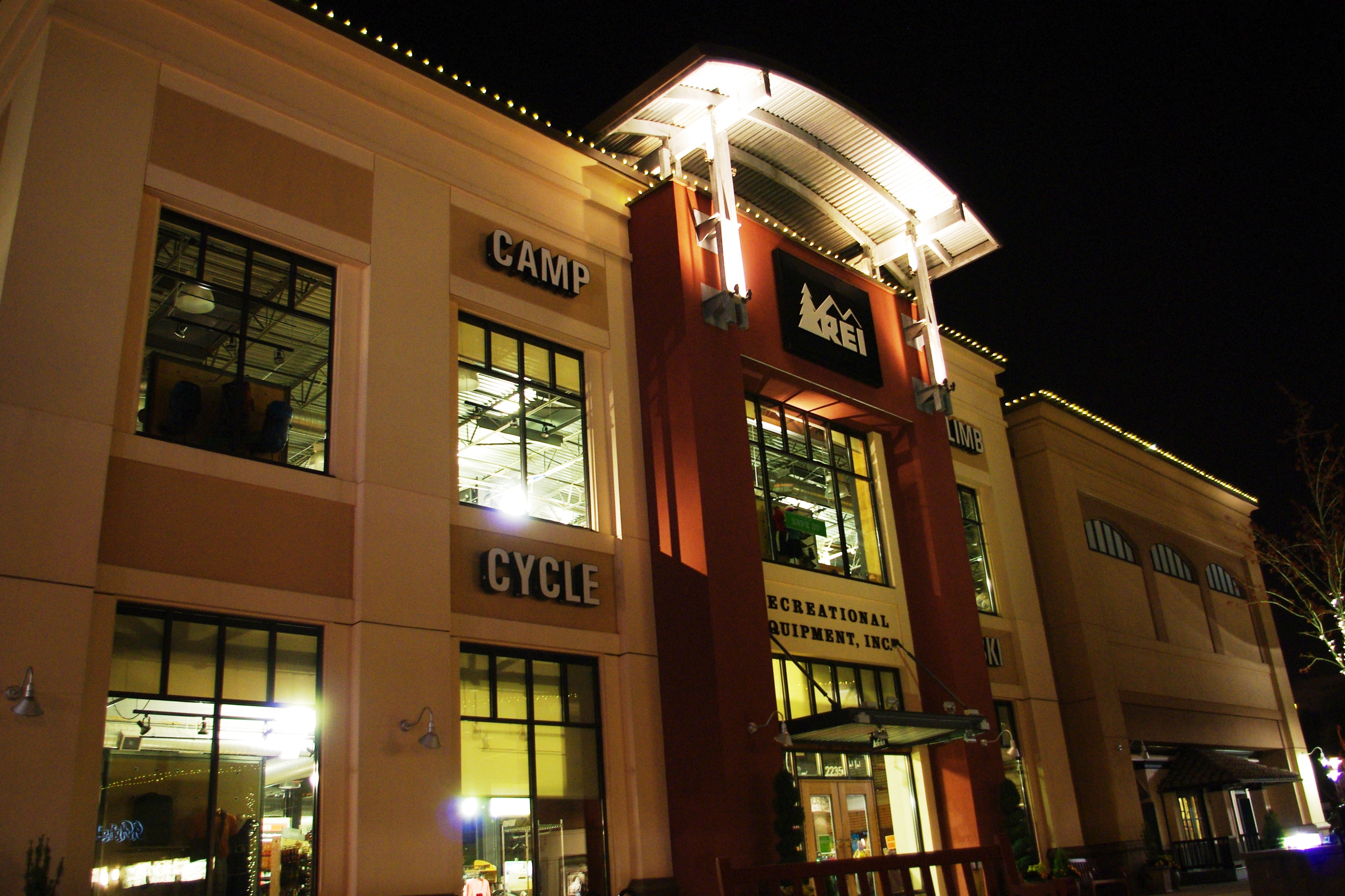
オレゴン州ヒルズボロの店舗。

レクリエーショナル・イクイップメント・インコーポレイテッド (Recreational Equipment, Inc.)、略称REI（アール・イー・アイ）は、アメリカ合衆国のアウトドア（主に登山・キャンプ）用品店である。

## 歴史
1938年、シアトルで、ロイド・アンダーソンとメアリ・アンダーソンが創業した。彼らはオーストラリアからピッケルを輸入しており、登山用品を扱う店舗として開業した。

## 海外進出
2000年4月21日、初の海外店舗として、東京都町田市鶴間のグランベリーモールに「REI東京フラグシップストア」が開店した。店舗運営は100%子会社のアール・イー・アイ・ジャパン販売株式会社（東京都渋谷区恵比寿）。しかし2001年で閉店。跡地には2001年12月21日に、競合他社のモンベルが出店した。現在日本国内でREIを利用する場合、同社サイトを利用したメールオーダーによる個人輸入が必要となっている。かつては送料の安価な船便の指定が可能であったが、現在は航空便のみで購入価格従量制の固定料金となっている。

## REI会員
入会費30ドルで、会員向けサービスを受けられる。